# RSGC3
RSGC3 — молодое рассеянное скопление в Млечном Пути. Открыто в 2010 году в рамках обзора  GLIMPSE. Скопление расположено в направлении созвездия Щита на расстоянии около 7 кпк от Солнца. Вероятно, скопление находится вблизи пересечения северного края длинного бара Млечного Пути и внутреннего края спирального рукава Щита-Центавра.
По оценкам, возраст RSGC3 составляет 18–24 миллиона лет. 16 открытых в скоплении красных сверхгигантов с массами около 12–15 M⊙ являются звёздами-предшественниками вспышек сверхновых II типа. Скопление затемнено окружающим веществом и не обнаруживается в видимом свете. Оно находится близко к другим группам красных сверхгигантов, таких как RSGC1, Стивенсон 2 и Аликанте 8. Полная масса RSGC3 оценивается в 20 тысяч масс Солнца, это одно из наиболее массивных рассеянных скоплений в Млечном Пути.
Более подробное исследование позволило обнаружить по крайней  мере ещё 30 красных сверхгигантов в окрестности RSGC3, 7 из которых находятся близко друг к другу и предположительно образуют скопление под названием Аликанте 7. Число красных сверхгигантов, обнаруженных в нескольких небольших участках в этой области неба, образует значительную долю от всех известных объектов такого типа в Галактике, а сама область вблизи края галактического бара обладает весьма примечательными свойствами.